# 克萊爾 (伊利諾伊州)
克萊爾（英語：Clare）是位於美國伊利諾伊州迪卡爾布縣的一個非建制地區。該地的面積和人口皆未知。

## 地理
克萊爾的座標為42°00′58″N 88°49′45″W / 42.01611°N 88.82917°W，而該地的平均海拔高度為265米（即869英尺）。